# Kangxi Tongbao
Kangxi Tongbao refere-se a uma inscrição usada nas moedas de dinheiro da era da dinastia Qing dos Manchu produzidas sob o reinado do imperador Kangxi. Sob o imperador Kangxi, os pesos e padrões das moedas de latão mudaram várias vezes e o sistema bimetálico de cunhagem da dinastia Qing foi estabelecido. Hoje, as moedas de dinheiro Kangxi Tongbao são comumente usadas como amuletos.

## História
Depois que os manchus ocuparam Pequim em 1644, o governo da dinastia Qing começou a produção das moedas do tipo Shunzhi Tongbao (順治通寶) modeladas após as moedas Huichang Kaiyuan Tongbao (會昌開元通寶錢) da dinastia Tang e o Dazhong Tongbao (大中通寶) e Hongwu Tongbao (洪武通寶) do início da dinastia Ming. Como essas moedas, o Shunzhi Tongbao usava marcas da casa de fundição na forma de um único caractere chinês no verso da moeda para indicar sua origem. Outros tipos de Shunzhi Tongbao também foram lançados criando um total de 5 tipos diferentes.  Sob o imperador Kangxi, apenas dois tipos foram mantidos, um coma caracteres Manchu no lado esquerdo do verso e um caractere chinês no lado direito do verso para indicar a casa da moeda de produção e foi usado para fundiçõoes provinciais.
No ano Kangxi 1 (ou ano gregoriano de 1662) todas as casas da moeda provinciais da dinastia Qing foram fechadas com exceção da Casa da Moeda de Nanquim. Enquanto isso, em Kangxi 5 (1667), todas as casas da moeda provinciais reabririam novamente, mas três anos depois um grande número delas fecharia devido ao alto preço do cobre na China na época. A Casa da Moeda de Guangzhou (Cantão) em Guangdong começou a emitir Kangxi Tongbao com um peso de 1,4 maças (1 maça = 3,73 gramas) no ano Kangxi 7 (1668), que era mais pesado do que em muitas outras províncias. Os responsáveis pelo transporte de cobre raramente chegavam atér as casas da moeda a tempo, e enquanto os preços do cobre subiam diariamente, o Ministério da Receita ainda mantinha uma taxa de câmbio fixa entre cobre e prata, fazendo com que muitas casas da moeda provincianas perdessem dinheiro rapidamente, enquanto no papel eram ainda lucrativo.
Uma casa da moeda foi estabelecida em Tainan, em Taiwan, no ano de 1689, mas não produziu muitas moedas em dinheiro e foi fechada em 1692, por isso as moedas Kangxi Tongbao taiwanesas tendem a ser muito raras. As moedas de dinheiro Kangxi Tongbao produzidas na província de Yunnan são notavelmente de cor bastante avermelhada, havia pelo menos sete moedas diferentes na província de Yunnan durante o período Kangxi. A alta oferta de moedas de latão fez com que o preço das moedas em relação à prata diminuísse. O governo precisava pagar 30% de moedas em vez de prata como salário militar. Isso provou ser muito inconveniente para os soldados, causando mais tarde distúrbios no exército. Depois que o governador dessas províncias resolveu o problema, ele instou o governo a cessar a produção de moedas de dinheiro na província de Yunnan e a pagar os soldados exclusivamente em prata. Todas as Casas da Moeda de Yunnan foram então fechadas no ano Kangxi 28 (1689). Entre os anos de 1674 e 1681 durante a Revolta dos Três Feudatórios a província de Yunnan estava nas mãos do rebelde Wu Sangui e mais tarde seu neto Wu Shifan que lançou suas próprias moedas de dinheiro com suas próprias inscrições lá, não usando as mesmas marcas que o Kangxi Tongbao.
Em 1702 todas as casas da moeda provinciais foram fechadas novamente devido às circunstâncias acima mencionadas. 

## Marcas das casas
Under the Kangxi Emperor cash coins with the inscription Kangxi Tongbao were produced with both a Chinese character and a Manchu character on the reverse side of the coin at provincial mints, while the Ministries of Revenue and Public Works in the city of Beijing, Zhili exclusively used Manchu characters.

### Ministério da Receita e Ministério das Obras Públicas
| Möllendorff | Ministério responsável                                |
| ----------- | ----------------------------------------------------- |
| Boo Ciowan  | Ministério da Receita ( hùbù, 戶部), Pequim           |
| Boo Yuwan   | Ministério das Obras Públicas ( gōngbù, 工部), Pequim |

| Marca (Chinês tradicional) | Marca (chinês simplificado ) | Escritório emissor                   |
| -------------------------- | ---------------------------- | ------------------------------------ |
| 同                         | 同                           | Guarnição de Datong ,Shanxi          |
| 福                         | 福                           | Fuzhou, Fujian                       |
| 臨                         | 临                           | Guarnição de Linqing, Shandong       |
| 東                         | 东                           | Jinan, Shandong                      |
| 江                         | 江                           | Nanchang, Jiangxi                    |
| 宣                         | 宣                           | Guarnição de Xuanhua, Zhili          |
| 原                         | 原                           | Taiyuan, Shanxi                      |
| 蘇                         | 苏                           | Suzhou,Jiangsu                       |
| 薊                         | 蓟                           | Guarnição de Jizhou, Zhili           |
| 昌                         | 昌                           | Wuhang, Hubei                        |
| 甯                         | 宁                           | Jiangning, Jiangsu                   |
| 河                         | 河                           | Kaifeng,Henan                        |
| 南                         | 南                           | Changsha,Hunan                       |
| 廣                         | 广                           | Cantão,Guangdong                     |
| 浙                         | 浙                           | Hangzhou, Zhejiang                   |
| 臺                         | 台                           | Taiwan-Fu, Taiwan                    |
| 桂                         | 桂                           | Guilin, Guangxi                      |
| 陝                         | 陕                           | Xian, Shaanxi                        |
| 雲                         | 云                           | Província de Yunnan                  |
| 漳                         | 漳                           | Zhangzhou, Fujian                    |
| 鞏                         | 巩                           | Gongchang, Gansu                     |
| 西                         | 西                           | Casa da moeda da província de Shanxi |
| 寧                         | 宁                           | Ningbo, Zhejiang                     |

## Edições comemorativas
Em 1713, uma moeda especial Kangxi Tongbao (康熙通寶) foi emitida para comemorar o sexagésimo aniversário do Imperador Kangxi. Essas moedas de bronze foram produzidas com uma cor amarelada especial. Vários mitos foram atribuídos a esta moeda ao longo dos 300 anos seguintes desde que foi lançada, como o mito de que a moeda foi lançada a partir de estátuas "douradas" (latão) derretidas dos 18 discípulos de Bud, pois imperador Kangxi estava intimamente envolvido com missionários cristãos e desenvolveu um desprezo pelo budismo. Estas moedas comemorativas kāng xī tōng bǎo foram dadas às crianças como yā suì qián (壓歲錢) durante o ano novo chinês, algumas mulheres as usavam de forma semelhante a como um anel de noivado é usado hoje, e na zona rural de Shanxi os jovens usavam este especial kāng xī tōng bǎo entre os dentes como tivessem dentes de ouro . Apesar dos mitos em torno desta moeda, ela era feita de uma liga de cobre e não continha ouro, mas não era incomum as pessoas aprimorarem a moeda com folha de ouro. De acordo com David Hartill, esse mito foi relatado pela primeira vez por volta do ano de 1851 na China e atribui isso a histórias semelhantes que circulavam sobre as moedas "Bun" Kan'ei Tsūhō do Japão na época.  

## Amuleto Kangxi Tongbao e moedas de poema

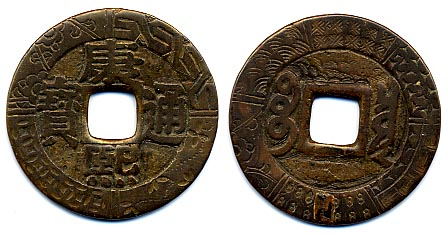
Um amuleto Kangxi Tongbao (康熙通寶)

As moedas de poemas chineses ( chinês tradicional : 詩錢; chinês simplificado : 诗钱; pinyin : shī qián, alternativamente 二十錢局名) eram moedas de dinheiro chinesas lançadas sob o imperador Kangxi, um imperador manchu conhecido por sua habilidades poéticas chinesa e escreveu a obra "Ilustrações de lavoura e tecelagem" (耕織圖) em 1696. Sob o imperador Kangxi, 23 casas da moeda operaram em vários momentos com muitos fechamentos e reaberturas, as moedas produzidas  tinham a inscrição anverso Kāng Xī Tōng Bǎo (康熙通寶). Como o nome Kangxi era composto pelos caracteres que significam "saúde" (康) e "próspero" (熙)  as moedas de dinheiro Kāng Xī Tōng Bǎo já eram vistas como tendo propriedades auspiciosas por o povo chinês. Como as moedas de dinheiro Kāng Xī Tōng Bǎo foram produzidas em várias casas da moeda, algumas pessoas juntaram essas moedas para formar poemas com os nomes das casas, embora muitos desses poemas não tivessem nenhum significado, eles foram compostos de acordo com as regras da poesia clássica chinesa. Essas moedas foram  colocadas juntas para formar os seguintes poemas:
| Chinês tradicional | Pinyin                 |
| ------------------ | ---------------------- |
| 同福臨東江         | tong fú lín dōng jiang |
| 宣原蘇薊昌         | xuān yuán sū jì chang  |
| 南寧河廣浙         | nán níng hé guǎng zhè  |
| 台桂陝雲漳         | tái guì shǎn yún zhang |

Esse poema organizado por um colecionador de moedas privado chinês usando as diferentes marcas para formar um tipo de poesia chinesa durante o período Qianlong e agora se tornou um alvo de coleção para muitos colecionadores de moedas na China Continental e em Taiwan.
De acordo com uma antiga superstição chinesa, um "amuleto" de vinte moedas também conhecido como "jogo de moedas" (套子錢). Como carregar vinte moedas juntas não era conveniente, novos amuletos foram produzidos com dez das vinte marcas. Às vezes, eles eram pintados de vermelho, pois a cor vermelha é vista como auspiciosa na cultura chinesa. Às vezes, essas moedas tinham inscrições anversas desejando boa sorte, e essas inscrições incluem:
| Chinês tradicional | Tradução                                                              |
| ------------------ | --------------------------------------------------------------------- |
| 金玉滿堂           | "que ouro e jade preencham seus salões."                              |
| 大位高升           | "que você seja promovido a uma alta posição."                         |
| 五子登科           | "que seus cinco filhos obtenham grande sucesso nos exames imperiais." |
| 福祿壽喜           | "boa sorte, emolumento (salário oficial), longevidade e felicidade."  |
| 吉祥如意           | "que sua boa sorte seja de acordo com seus desejos."                  |

As moedas Kāng Xī Tōng Bǎo produzidas no Ministério da Receita e no Ministério das Obras Públicas na capital Pequim e excluídas desses poemas.
As espadas feitas de moedas da dinastia Qing com a inscrição Kangxi Tongbao são consideradas as mais eficazes, porque o reinado do imperador Kangxi da dinastia Qing durou um ciclo inteiro de 60 anos do calendário chinês e, portanto, de acordo com o feng shui, moedas com esta inscrição representam " longevidade ".